# علي أباد سرحدي (غافروبارمون)
علي أباد سرحدي (بالفارسية: علی‌آباد سرحدی) هي مستوطنة تقع في إيران في قسم غافروبارمون الريفي. يقدر عدد سكانها بـ 63 نسمة بحسب إحصاء 2016.